# Bolesław Kurkowski
Bolesław Kurkowski (ur. 1884  – zm. 1949) – członek AK i zarządu miejskiego Częstochowy w czasie okupacji niemieckiej, autor wspomnień z II wojny światowej oraz wydarzeń krwawego poniedziałku "Z krwawych dni Częstochowy", wydanych przez Ośrodek Dokumentacji Dziejów Częstochowy w roku 2009.
Przed wybuchem wojny, 29 sierpnia 1939 roku, Kurkowski został powołany do straży obywatelskiej, która w razie wybuchu wojny miała pełnić funkcje porządkowe na terenie miasta. Był świadkiem masakry dokonanej przez Niemców 4 września, w lutym i marcu 1940 roku nadzorował ekshumację zamordowanych wówczas ludzi. W czasie całej wojny spisywał swoje wspomnienia, szczególnie dużo miejsca poświęcając opisowi ekshumacji ofiar krwawego poniedziałku w roku 1940, szczegółowo opisał liczbę ofiar, oraz miejsce pochówku poszczególnych ciał.
Jako pracownik zarządu miejskiego, miał dostęp do oryginalnych blankietów, na których wydawano dokumenty, zajmował się wydawaniem fałszywych dokumentów osobom zagrożonym aresztowaniem i represjami ze strony Niemców.
Po zakończeniu wojny próbował wydać swoje wspomnienia, ale zabiegi te przerwała jego śmierć w roku 1949. Pomimo że krótko po wojnie całości nie wydano, kilka fragmentów zamieszczone zostało przez Jana Pietrzykowskiego w pracach o okupacyjnej Częstochowie. Prawdopodobnie kompletny egzemplarz znajduje się także w Krakowie, w klasztorze przy kościele Michała Archanioła na Skałce. Na fragmentach pracy Kurkowskiego opierał się Janusz Zbudniewek w pracy o Jasnej Górze w okresie okupacji.
Ostatecznie kompletne wspomnienia, uzupełnione o fotokopie dokumentów dotyczących ekshumacji, zostały wydane przez Ośrodek Dokumentacji Dziejów Częstochowy, pod oryginalnym tytułem "Z krwawych dni Częstochowy, z podtytułem, Wspomnienia o zbrodni Wehrmachtu z 4 września 1939".